# Taranaki Daily News
Die Taranaki Daily News ist eine täglich erscheinende, regionale Tageszeitung in Neuseeland. Ihr Einzugsgebiet liegt im westlichen Teil der Nordinsel in der Region Taranaki. Die Zeitung hat ihren Sitz in New Plymouth.

## Geschichte
Der Ursprung der Taranaki Daily News liegt in der Gründung der Taranaki News im Jahr 1857. Die Taranaki News wurde als politischer Widerpart zum 1852 gegründeten Taranaki Herald gegründet, als dieser einen Rivalen zu Charles Brown zur Wahl des Superintendenten der Taranaki Provinz öffentlich unterstützte. Die Konkurrenz der Blätter hielt über Jahrzehnte. Trotzdem unterstützte der Herald die News technisch, als der Zeitung auf Grund eines Feuers die Produktionsanlage zerstört wurde. Wirtschaftlich gesehen war die Taranaki News gegenüber ihrem Konkurrenten über viele Jahre schlechter gestellt. Auch die vielen Wechsel in den Besitzverhältnissen taten der Zeitung nicht gut. Dies änderte sich erst, als 1905 Thomas List, ein professioneller Zeitungsmacher, die News übernahm. Als List starb, war die Taranaki News zur fünftgrößten Tageszeitung des Landes avanciert und besaß regional Bedeutung, wogegen der Herald weiterhin lediglich lokal wahrgenommen wurde.
1962 kamen beide Zeitungen in eine Hand, wurde aber noch über Jahre hin mit eigenständigen Redaktionen unabhängig voneinander herausgegeben, bis schließlich der Herald 1989 aus wirtschaftlichen Gründen eingestellt wurde. Die Taranaki News ging im selben Jahr an die Independent Newspapers Limited (INL). Nach vielen Umbenennungen über die Jahre hinweg, wurde im August 2004 das Blatt schließlich von Daily News in Taranaki Daily News umbenannt und neun Jahre später mit zahlreichen anderen neuseeländischen Tageszeitungen zusammen 2003 an die australische Fairfax Media Limited verkauft.

## Die Zeitung heute
Die Taranaki Daily News hatte 2014 eine durchschnittliche tägliche Auflage von 18.928 Exemplaren und erscheint morgens, täglich montags bis samstags, wobei die Redaktion der Zeitung nur noch den Lokalteil abdeckt. Der überregionale Teil wird zentral für alle Zeitungen der Fairfax Media Gruppe in Wellington erstellt.